# Italo Disco
Als Italo Disco bezeichnet man eine Stilrichtung innerhalb der elektronischen Tanzmusik, deren Produzenten, Komponisten und teilweise Interpreten aus Italien stammen. Der Begriff entstand bereits in den 1970er Jahren, seine Blütezeit hatte Italo Disco in den 1980er Jahren. Als Prototyp dieser Stilrichtung gilt das 1983 vom italienischen Sänger Raf veröffentlichte Lied Self Control. Italo Disco hat eine Vielzahl an One-Hit-Wonders hervorgebracht.

## Geschichte
Die Bezeichnung „Italo Disco“ wird dem Deutschen Bernhard Mikulski (Gründer von ZYX Music) zugeschrieben, der sie in den späten 1970er Jahren verwendete, um italienische Disco-Interpreten regional von anderen Ländern abzugrenzen. Disco als Musikgenre begann sich in Italien bereits in den frühen 1970er Jahren zu entwickeln, Martinelli nennt als vermutlich ersten italienischen Disco-Song Nessuno mai von Marcella Bella (1974). Begünstigt durch den Film Saturday Night Fever (1977) erfuhr Discomusik auch in Italien einen Boom, zu dessen frühen Vertretern Alan Sorrenti mit Figli delle stelle (1977) und Francesca Aliotta gehören. Ende der 1970er Jahre veröffentlichten Bands wie La Bionda mit One for You, One for Me, Barbados Climax mit California U.S.A. und Gepy & Gepy mit Body to Body englischsprachige Disco-Songs, aber auch etablierte Künstler wie Giorgio Moroder und Umberto Tozzi veröffentlichten Disco-Versionen älterer Stücke.
Doch erst Anfang der 1980er Jahre begann sich Italo Disco mit Interpreten wie Baltimora, Righeira und Gazebo über die reine Bedeutung als regionales Abgrenzungskriterium hinaus zu einem musikalisch eigenständigen Genre zu entwickeln. Dies fand 1983 seinen Niederschlag in der von ZYX Music veröffentlichten Kompilation The Best of Italo Disco Vol. 1. Das Genre beschränkte sich seitdem nicht mehr auf Italien; auch in anderen europäischen Ländern veröffentlichten Interpreten wie Mike Mareen (Deutschland) Musik im Italo-Disco-Stil. Weiterhin gilt Italo Disco als ein wichtiger Impulsgeber für Chicago House. Ab Mitte/Ende der 1980er Jahre entwickelten sich aus Italo Disco Genres wie Italo House und Italo Techno. Mitte 2003 belebte die Gruppe Master Blaster mit ihrem Album We Love Italo Disco das Genre wieder. Viele alte Titel wie Happy Children, Another Life und Hypnotic Tango wurden gecovert, und das Album We Love Italo Disco erzielte großen Erfolg. How Old R U wurde ein Sommerhit und hielt sich wochenlang in den Charts.

## Charakteristik
Laut Martinelli ist Italo Disco durch einen stringent beibehaltenen 4/4-Takt mit einer Bassdrum beim Downbeat sowie Snare und Handclap beim Upbeat geprägt, darüber liegt eine sich ständig wiederholende Basslinie. Die Melodien sind einfach und eingängig, der Gesang wird in den Vordergrund gemischt. Die Musiker nutzen Elektrophone: Synthesizer (u. a. Sequential Circuits Prophet-5, Roland JP-8) und Drumcomputer (z. B. LinnDrum LM-2, Oberheim DMX) dominieren die Stücke, selten gepaart mit akustischen Musikinstrumenten. Das Textkonzept von Italo Disco ist zumeist selbstreferenziell.

## Vertreter
- Alba
- Aleph[4]
- Baby's Gang[5]
- Baltimora[6][7][8][9]
- Band Aid
- La Bionda[5][10][11][12]
- Alberto Camerini[13]
- Canton
- Carrara
- Nadia Cassini
- Claudio Cecchetto[10]
- Max Coveri
- Pino D’Angiò[11]
- Danuta[14]
- Tullio De Piscopo[6]
- Doctor’s Cat
- Tony Esposito[15]
- Fake[16]
- Fancy[16]
- Mike Francis[17]
- Fun Fun[13]
- Gazebo[6][8][18][15]
- Gepy & Gepy[12]
- Valerie Dore[8][19]
- The Flirts
- Den Harrow[6][9][20][21][16][22]
- Jock Hattle[9]
- Tom Hooker[23] (auch als Lou Sern)
- Eddy Huntington[24]
- Hypnosis (oder Hipnosis)[25]
- Kano[26][15][27][28]
- Klein + M.B.O.[29][30]
- Koto[25][27]
- Ken Laszlo[6][31][16]
- P. Lion[8][32]
- Gary Low[33]
- Mauro Malavasi[6]
- Mike Mareen[34]
- Martinelli
- Sandy Marton[6][9]
- Max-Him
- Miko Mission[16][35]
- Monte Kristo
- Moon Ray (a.k.a. Raggio Di Luna)[36][13]
- Giorgio Moroder[37]
- Mr. Zivago
- My Mine
- Novecento[38]
- Albert One[6]
- Ryan Paris[9][27][39]
- Silver Pozzoli[27][35]
- Pink Project[40][41]
- Radiorama[22]
- Raf[42]
- Righeira[6][15][43]
- Linda Jo Rizzo[44]
- Alexander Robotnick[13][45][46]
- Sabrina[47][13][48][15]
- Savage[49]
- Scotch[16][34][50]
- Claudio Simonetti[51][52]
- Bratt Sinclaire (Musikproduzent[53])
- Gino Soccio[54]
- Spagna[13][55]
- Tracy Spencer
- Taffy[9]
- Topo & Roby
- Celso Valli[12][51]
- Vivien Vee
- Via Verdi[27]